# Lawinenwarndienst Tirol

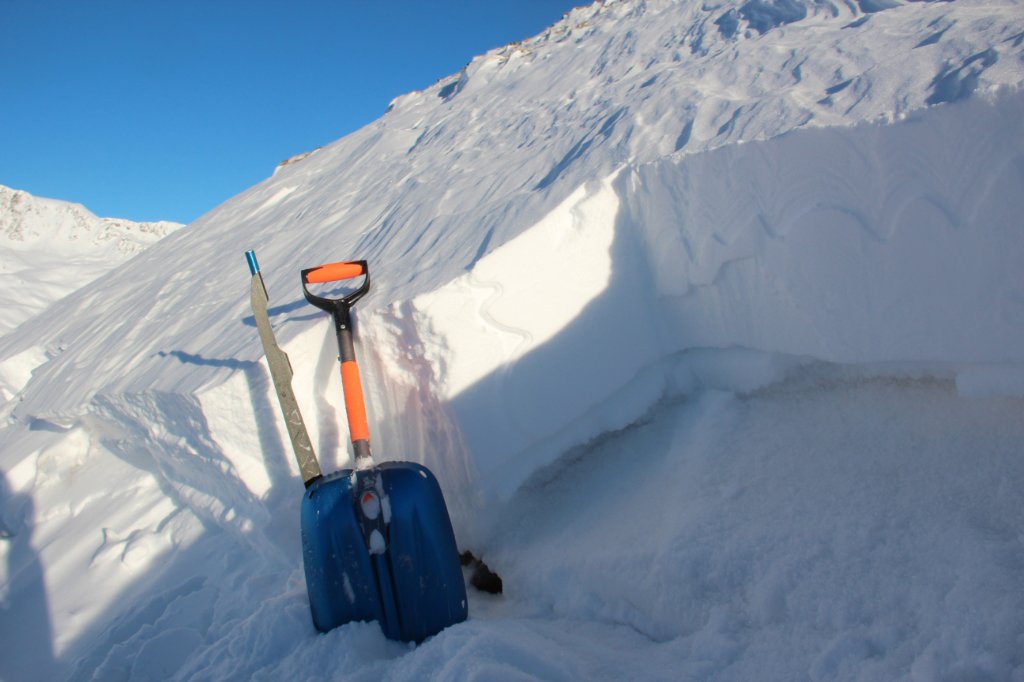
Schneeprofil zur Detektion potentieller Schwachschichten innerhalb der Schneedecke

Der Lawinenwarndienst Tirol (kurz: LWD Tirol) ist ein Fachbereich der Abteilung für Krisen- und Gefahrenmanagement der Tiroler Landesregierung und wurde im Dezember 1960 gegründet. Er ist reines Dienstleistungsmedium und informiert folglich die Bevölkerung über die derzeitige Schnee- und Lawinensituation mittels einer Lawinenvorhersage . Diese kann als Warnung interpretiert werden.
Die vom Fachbereich während der Wintersaison täglich erstellte Lawinenvorhersage bildet mittlerweile nicht mehr nur einen unverzichtbaren Bestandteil zum vorbeugenden Katastrophenschutz, sondern auch für den Wintertourismus.

## Organisation
Die Warnung vor Lawinen wird auf Ebene des Bundeslandes Tirol vom Lawinenwarndienst übernommen, während auf Gemeindeebene häufig Lawinenkommissionen eingerichtet werden. Diese sind für die Beurteilung der Lawinenlage vor Ort verantwortlich und beraten politische Entscheidungsträger beim Setzen von Maßnahmen zum Schutz der Bevölkerung.
Der LWD Tirol ist darüber hinaus Mitglied der Arbeitsgruppe der Europäischen Lawinenwarndienste (EAWS).

## Hauptaufgaben
Zentraler Bestandteil des Lawinenwarndienstes ist die tägliche Veröffentlichung (17:00 Uhr) einer Gesamttirol betreffenden Lawinenvorhersage für den darauf folgenden Tag. Dies geschieht seit dem Winterbeginn 2018 in Kooperation mit den Lawinenwarndiensten der Europaregionen Südtirol und Trentino und ist online unter dem Namen lawinen.report (en.: avalanche.report) abrufbar.
Zusätzlich zu den Informationen im Online-Lawinenbulletin, werden mindestens einmal wöchentlich über einen Blog Details zu aktuellen Schneedeckenanalysen, Lawinenunfällen oder Präventionsmaßnahmen veröffentlicht.
Neben der Warnung der Bevölkerung, der Wintersportler und der Politik, übernimmt der LWD Tirol die Dokumentation von Lawinenereignissen in ganz Tirol (mit oder ohne Personenbeteiligung). Zu Saisonende werden die gesammelten Daten statistisch ausgewertet und unter anderem im Saisonbericht der Österreichischen Lawinenwarndienste publiziert.
Als Dienstleister übernimmt der Lawinenwarndienst zudem beratende Tätigkeiten, erstellt Gutachten und schafft Grundlagendaten für Schnee- und Lawinenkunde.

## Erstellen der Lawinenvorhersage

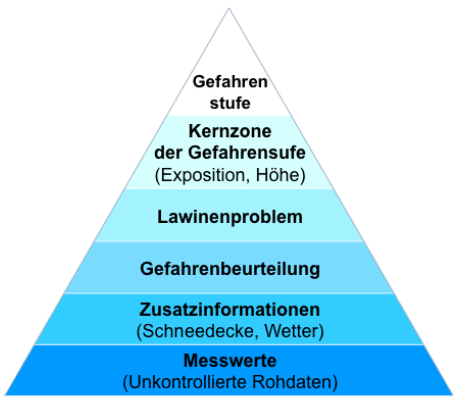
Informationspyramide der EAWS

Am Anfang einer Lawinenprognose steht die Analyse verschiedener Datenquellen (z. B. Wetter, Beobachtungen im Gelände, Rückmeldungen von Wintersportlern etc.). Dadurch kann ein möglichst detailliertes Bild über den vorherrschenden Schneedeckenaufbau erstellt werden.
Zudem führen die Mitarbeiter des Lawinenwarndienstes eigenständig wöchentliche Geländeerkundungen durch, um anhand von Schneedeckenuntersuchungen (z. B. Schaufeltests, Rutschblock, Schneeprofile etc.) ein Bild der realen Schneedeckenzusammensetzung zu erhalten. Letztendlich ist der LWD Tirol auch auf eine Vielzahl externer Beobachtungen im Tiroler Gebirge angewiesen.

Die Herausforderung besteht schlussendlich darin, aus der Fülle von Daten jene herauszufiltern, die für die Erstellung der Vorhersage von zentraler Bedeutung sind. Erst im Anschluss daran können die jeweiligen Gefahrenstufen für vordefinierte Teilregionen innerhalb des Bundeslandes bestimmt und ausgegeben werden.  

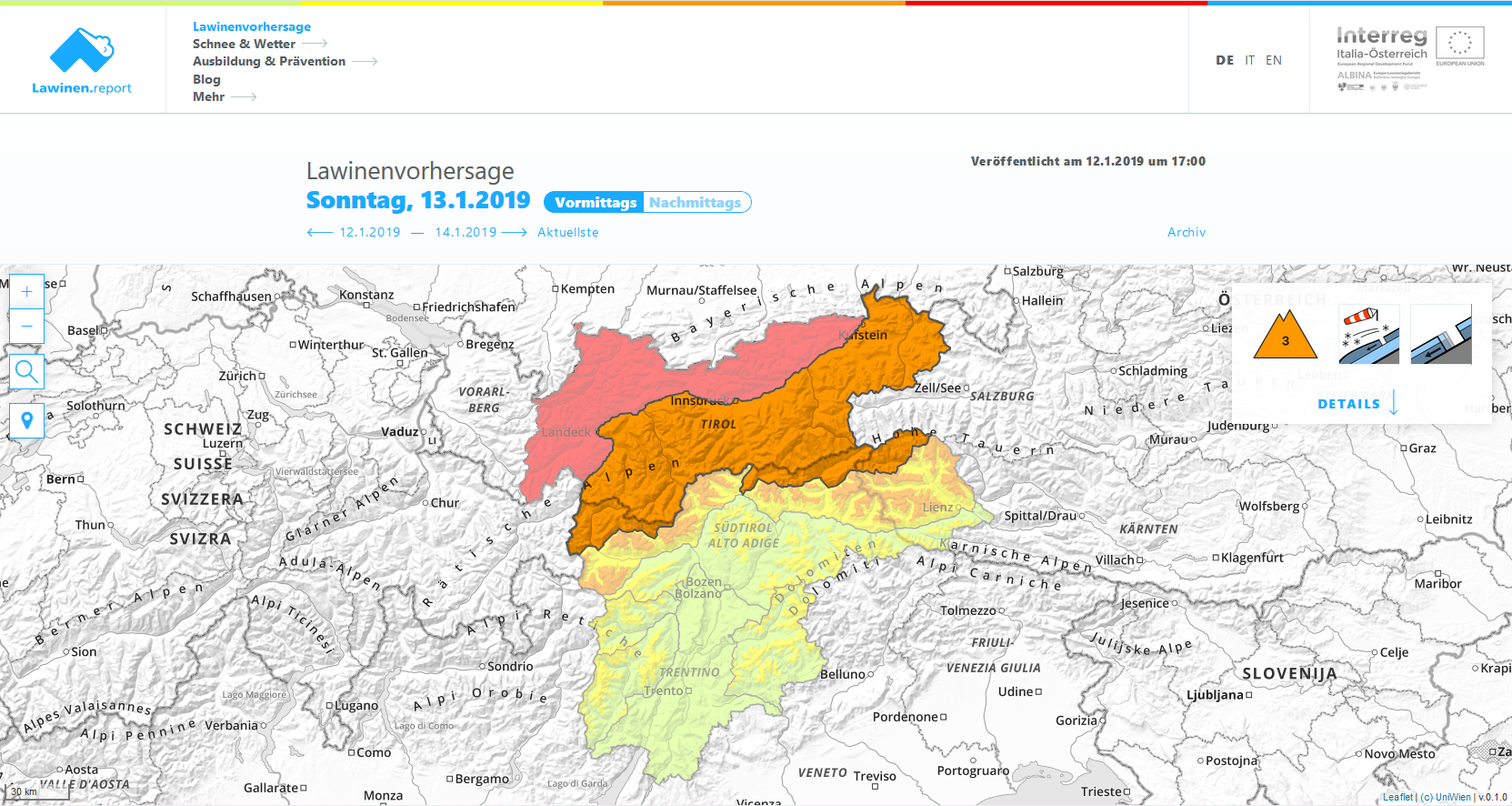
Beispiel für eine grenzüberschreitende Lawinenvorhersage (Europaregion Tirol-Südtirol-Trentino)

## Neuerungen in der Wintersaison 2018/19
Vor 2018 wurde Tirol in 12 Teilregionen eingeteilt, für die jeweils eine (höhenabhängige) Gefahrenstufe inklusive Begleittext für ganz Tirol ausgegeben wurde.
Mit der Wintersaison 2018/19 erfolgte eine weitere Aufteilung dieser Regionen – sie wurden mehr als verdoppelt. Dadurch ist es möglich eine noch detailliertere Lawinenvorhersage für schlussendlich 29 Teilregionen anzubieten. Diese können bei ähnlicher Lawinensituation vom diensthabenden Lawinenwarner zu Großregionen mit denselben Lawinenproblemen bzw. Gefahrenmustern zusammengefasst werden. Darüber hinaus vermittelt der Begleittext Einzelheiten zur Lawinensituation jeder einzelnen Großregion. Die Großregionen kann innerhalb der Europaregion auch Landesgrenzen überschreiten.
Besonderes Augenmerk wird dabei einerseits auf die Art der Vermittlung von relevanten Inhalten, andererseits auf deren Visualisierung gelegt. In Anlehnung an die Informationspyramide der EAWS gilt es dem Endverbraucher das wichtigste Detail – die Gefahrenstufe – als erstes zu vermitteln. Erst dann folgen Informationen über z. B. Exposition und Höhe möglicher Lawinenprobleme und Gefahrenmuster etc.
Dargestellt werden diese anhand von innerhalb der EAWS einheitlich gehaltenen Piktogrammen.

## Messstationen
Um überhaupt eine Lawinenvorhersage treffen zu können, ist die Sammlung und Auswertung relevanter Informationen zur Bildung von Lawinen nötig. Eine wesentliche Rolle hierbei spielen die digitalen Wetterstationen, wobei auch noch auf Daten von analogen Messstationen zurückgegriffen wird und aus Gründen der Datenkonsistenz auch werden muss.
Das Tiroler Messnetz ist eines der weltweit dichtesten, dessen Messwerte auch online abgerufen werden können.
Die Rohdaten der werden frei als Open Government Data bereitgestellt.